# Burlesque

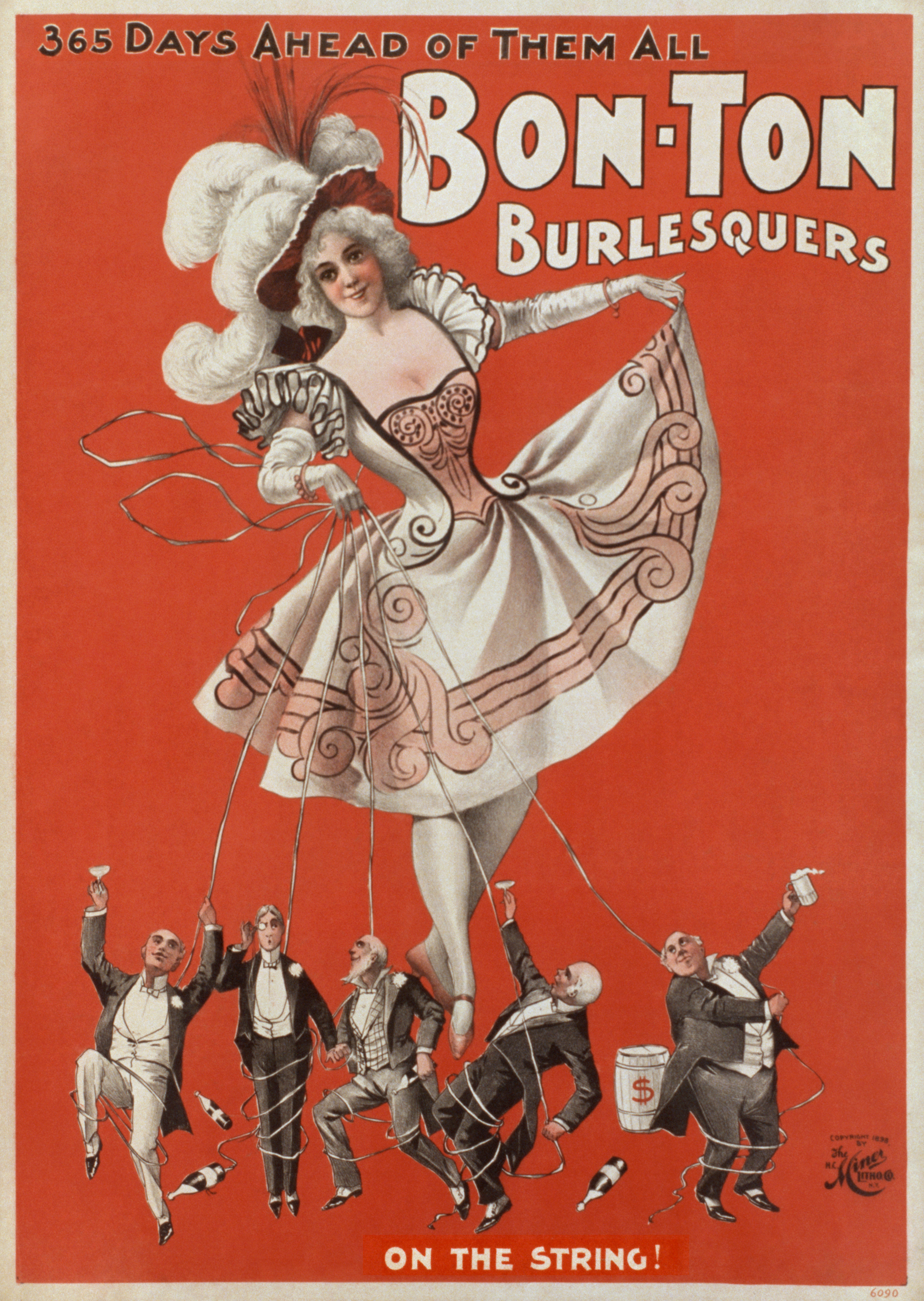
Pubblicità di una troupe burlesque, 1898

Il burlesque (propriamente «burlesco») è un genere di spettacolo satirico che nacque in Inghilterra nel XVIII secolo, caratterizzato da critico umorismo volto a ridicolizzare i vari generi teatrali allora in voga. Diffusosi successivamente negli Stati Uniti d'America, attraversando molteplici trasformazioni, alla fine del XIX secolo risultava caratterizzato da caricature, canzoni e danze di ballerine sempre più svestite, che eseguivano anche spogliarelli. Col passare del tempo il burlesque ha perso il proprio elemento caricaturale divenendo sempre più simile al varietà.

## Etimologia
In lingua italiana, "burlesque" è un cosiddetto cavallo di ritorno: deriva infatti dall'inglese burlesque, che ha preso il termine dal francese b(o)urlesque, ma qui è arrivato dall'italiano burlesco, che originariamente faceva riferimento a un genere letterario basato sullo scherzo e sulla parodia. In Francia prima e in Inghilterra poi, il genere letterario è diventato teatrale, e negli Stati Uniti la parola ha acquisito il significato che conosciamo oggi, per poi "tornare" in italiano.

## Storia
Il genere burlesque seguì sviluppi diversi in Inghilterra e negli Stati Uniti e limitatamente in Italia.

### In Gran Bretagna
In Gran Bretagna con la definizione burlesque ci si riferisce ad uno scritto comico, con sfumature e intenti satirici e parodistici, ispirato o da un testo drammatico o da un tipico modo di recitare i drammi, magari in auge in quel determinato periodo. Il 'burlesque' in versi e in prosa si espanse intorno al XIV secolo grazie all'opera satirica di Geoffrey Chaucer intitolata The Canterbury Tales (I racconti di Canterbury).
Una delle prime rappresentazioni del genere burlesque fu The Rehearsal (La prova) del 1671 scritto dal duca di Buckingham che burlò le tragedie di John Dryden. I capolavori riconosciuti prodotti da questo genere furono The Critic (Il critico) del 1779 di Richard Sheridan, parodia di drammi strappalacrime e la famosa The Beggar's Opera (L'opera del mendicante) del 1728 di John Gay, presa in giro del melodramma italiano. 
Nel Seicento e nel Settecento il burlesque si accostò anche a tematiche sociali e politiche come accadde nelle opere di William Makepeace Thackeray.
Anche scrittori come Henry Fielding si cimentarono nel genere burlesque durante la loro carriera di autori teatrali. 
Nell'Ottocento si assistette ad una svolta, sospinta dalla maggiore eterogeneità e quantità del pubblico teatrale. Il burlesque smise la sua funzione di critica letteraria burlesca, parodistica e satirica, per divenire una forma di passatempo leggero, simile alla extravaganza e alla burletta, per lo più comico e cantato. Questa evoluzione inglese produsse le light operas di Gilbert & Sullivan e perdurò nei siparietti delle riviste.

### Negli Stati Uniti
Negli Stati Uniti invece, il burlesque si diffuse intorno alla metà del Settecento e per oltre un secolo non godette di consensi e popolarità. Solamente intorno al 1865 venne rivitalizzato grazie ad una trasformazione di stile, genere e contenuti, che gli fece assumere una funzione di spettacolo di divertimento per adulti, imperniato su scene comiche a sfondo erotico o colte a piene mani dall'attualità, danze del ventre, siparietti improvvisati basati su doppi sensi, numeri di equilibristi o giocolieri, canti e danze.
Lydia Thompson e la sua troupe, The British Blondes, apparsa per la prima volta negli Stati Uniti nel 1860, suscitò scalpore ed entusiasmi con i suoi siparietti derivati dal minstrel show.
Il periodo aureo del burlesque si può inquadrare dalla fine dell'Ottocento alla prima guerra mondiale, mentre nei decenni seguenti venne introdotto lo strip-tease e aumentarono le esibizioni di nudi scenici. Quindi nel giro di pochi anni, grazie al burlesque divennero celebri i nomi di decine di favolose artiste che sapevano spogliarsi con sensualità ed ironia in dosi ben calibrate: Dixie Evans, Gipsy Rose Lee, Tempest Storm, Blaze Starr, Ann Corio, etc...
È da sottolineare che anche Bettie Page - la celebre pin-up, icona del gusto fetish e, ancora più importante, icona dello stile pin-up - è spesso associata al burlesque, nonostante non si sia esibita quasi mai sul palco, ma solo in alcuni film girati da Irving Klaw.
Negli Stati Uniti, sulla falsariga del vaudeville, anche il burlesque deve molto alla clownerie del circo, unendo:
- momenti comici semplici ed immediati;
- danze di ballerine, col tempo sempre più svestite. Da questo tipo di spettacolo derivano gli odierni strip-show;
- col tempo l'elemento satirico si è in parte perduto, trasformando il burlesque in un genere più simile al varietà.

### In Italia
In Italia già dagli anni trenta fino a tempi più recenti è stato possibile trovare similitudini del burlesque nell'arte del mimo e nel trasformismo di Leopoldo Fregoli nel teatro di rivista e di Ettore Petrolini nell'avanspettacolo, e poi nel cinema e nel teatro leggero (fino a Gigi Proietti e Paolo Villaggio).

Il Burlesque si afferma sul panorama artistico Italiano,  grazie ad un Reality televisivo negli anni 2000, su SKY1, e che ha contribuito a portare alla ribalta il Burlesque come forma d'arte e di intrattenimento di qualità, la successiva partecipazione di Dita Von Teese al festival di Sanremo, e varie ospitate in Rai, hanno definitivamente sdoganato quest'arte, facendola entrare di diritto nel panorama teatrale Italiano

## Il new-burlesque
Negli anni novanta, sull'onda della moda legata alla cultura vintage, è nato il new-burlesque, da cui viene fatto derivare anche il dark cabaret. I nomi più famosi del panorama contemporaneo di questa forma artistica sono quelli di Immodesty Blaize, Dirty Martini, Julie Atlas Muz, le Pontani Sisters, Catherine D'Lish, Dita von Teese.
Dopo la riscoperta all'interno dello showbiz statunitense, il burlesque si è diffuso anche in Australia e in diversi paesi d'Europa. Molti divi musicali contemporanei si sono ispirati alla cultura del burlesque per le loro esibizioni: tra di loro Madonna, Christina Aguilera e Gwen Stefani.